# Witold Bielecki
Witold Tomasz Bielecki (ur. 22 września 1949 w Wołominie) – polski ekonomista, doktor habilitowany nauk ekonomicznych, prezydent Akademii Leona Koźmińskiego w Warszawie (w latach 2011-2021 rektor), kierownik Katedry Metod Ilościowych i Zastosowań Informatyki ALK. Autor wielu publikacji naukowych z zakresu informatyki, menedżerskich (biznesowych) gier symulacyjnych, modeli symulacyjnych, zarządzania operacyjnego, systemów wspomagania decyzji oraz przedsiębiorczości w wirtualnym środowisku.

## Życiorys
Absolwent Wydziału Ekonomii Uniwersytetu Warszawskiego (1973) w zakresie ekonometrii (dyplom z wyróżnieniem). Stopień doktora w dziedzinie zarządzania uzyskał w 1981, a doktora habilitowanego w 1999.
Bezpośrednio po studiach podjął pracę na Wydziale Zarządzania UW. Był jednym z twórców Międzynarodowej Szkoły Zarządzania, która w 1993 stała się założycielem Wyższej Szkoły Przedsiębiorczości i Zarządzania im. Leona Koźmińskiego (obecnie Akademia Leona Koźmińskiego), gdzie był członkiem ścisłego kierownictwa. W latach 2011–2021 był Rektorem ALK, od 2021 pełni funkcję prezydenta.
Współautor dwóch komputerowych symulacyjnych gier menedżerskich (Manager i Administ) oraz pakietu multimedialnego dla treningu przedsiębiorców. Jako profesor wizytujący prowadził zajęcia na licznych uczelniach w USA, Wielkiej Brytanii, na Ukrainie i w Białorusi (m.in.: University of Greenwich, American University, Washington DC, University of Glasgow, Executive Development Centre, University of Illinois at Urbana-Champaign, Department of Management Information Systems, Central Connecticut State University, Templeton College (Oxford Centre for Management Studies), Oxford). Współtwórca programu MBA w Mińsku (Białoruś).
Brydżysta.
Odznaczony Srebrnym (2002) i Złotym (2013) Krzyżem Zasługi oraz Krzyżem Kawalerskim Orderu Odrodzenia Polski (2020).

## Publikacje
- Bielecki W. (2012), „Chosen Theoretical Problems of Current Management”, Procedings of Business and Information, 9, s. 234–241
- Bielecki W., Wardaszko M. (2010), „Mission Possible – Using Simulation Games For Management Training in a Transition Economy”, Developments in Business Simulations and Experimential Learning, 37, s. 107–111
- Bielecki W., Gandziarowska-Ziołecka J., Pikos A., Wardaszko M. (red.), (2012), „Bonds and Bridges: The Use of Simulation Games”, Warszawa, Poltext
- Bielecki W., Wardaszko M. (red.), (2009), „Games and Simulation in Business Learning and Teaching”, Warszawa, Wydawnictwa Akademickie i Profesjonalne
- Bielecki W. (2001), „Informatyzacja zarządzania”, PWE – Polskie Wydawnictwo Ekonomiczne
- Bielecki W. (2013), „Wirtualna przedsiębiorczość” w: „Wirtualizacja: problemy, wyzwania, skutki”, Zacher L., Warszawa, Poltext, s. 323–332
- Bielecki W. (2012), „Social Responsibility of Business Simulation Games” w: „Bonds and Bridges: The Use of Simulation Games”, Bielecki W., Gandziorowska-Ziołecka J., Pikos A., Wardaszko M., Warszawa, Poltext, s. 27–34
- Bielecki W. (2009), „Zarządzanie wiedzą a zarządzanie ryzykiem w firmie” w: „Komputerowe Systemy Zarządzania”, Chmielarz W., Turyna J., Warszawa, Wyd. Naukowe Wydziału Zarządzania UW, s. 329–338
- Bielecki W. (2008), „E-symulacyjne gry menedżerskie w treningu nowych metodyk zarządzania” w: „Metody symulacyjne w badaniu organizacji i w dydaktyce menedżerskiej”, Balcerak A., Kwaśnicki W., Wrocław, Oficyna Wydawnicza Politechniki Wrocławskiej, s. 268–278